# Andrea Bacchetti

a Compétitions nationales et continentales officielles uniquement.

b Matchs officiels uniquement.
Dernière mise à jour le 20 mars 2025.
Andrea Bacchetti, né le 4 juillet 1988 à Rovigo (Italie), est un joueur international italien de rugby à XV. Il évolue au poste d'ailier.

## Biographie
Andrea Bacchetti débute avec l'Italie le 15 février 2009 lors du Tournoi des Six Nations face aux Irlandais. 

## Palmarès

### En club
Vainqueur du Championnat d'Italie en 2014 avec le Fiamme Oro Roma.

### En équipe d'Italie
- 2 sélection avec l'équipe d'Italie
- 0 point
- Sélections par année : 2 en 2009
- Tournois des Six Nations disputés : 2009